# Бексли (крикетный клуб)
Крикетный клуб Бексли (англ. Bexley Cricket Club) — крикетный клуб в лондонском районе Бексли (Великобритания).

## История
Крикетный клуб Бексли был основан в 1805 году. Нынешнее поле на Мэнор-Вей в лондонском районе Бексли используется клубом с 1866 года. Исторически клуб был одним из сильнейших в Юго-Восточной Англии. В 1996 году он стал чемпионом Кентской крикетной лиги и дважды участвовал в финале Evening Standard Challenge Trophy. В соревнованиях по субботам крикетный клуб Бексли представляют шесть команд, а в воскресенье — две. В 2010 году клуб Бексли впервые выставил на соревнования женскую команду. В клубе также есть секция «Кольтс» для игроков 9—17 лет.
Среди членов крикетного клуба Бексли, которые впоследствии играли в тестовых матчах за Англию — Роберт Ки, Мин Патель, Джеймс Тредвелл и Артур Уэллард. С клубом также связан английский крикетист-инвалид Фредерик Дав.